# Société de placements dans l'entreprise québécoise
En droit québécois, une  société de placements dans l'entreprise québécoise (SPEQ) est une société privée de placement ayant bénéficié d'avantages fiscaux particuliers de 1985 à 2003. Mesure annoncée dans le budget de 1985, les SPEQ pouvaient être créées à partir du 24 avril 1985 et devaient obtenir un agrément de la Société de développement industriel (SDI) jusqu'au 31 mars 1998 puis Investissement Québec après cette date.

## Historique
Yves Duhaime annonce dans son discours sur le budget du 23 avril 1985 la création du statut des SPEQ. La Loi sur les sociétés de placements dans l'entreprise québécoise, présentée le 15 mai est sanctionnée par l'Assemblée nationale le 18 juin 1985.
À la création du statut, les SPEQ ne pouvaient avoir que des particuliers (ou des sociétés de capital-risque) comme actionnaires et devaient émettre pour au moins 100 000 $ d'actions ordinaires. Si les SPEQ respectaient les conditions d'investissements fixées par le gouvernement, ses actionnaires bénéficiaient d'une déduction de 100 % des investissements éligibles réalisés, à concurrence de 20 % de leur revenu total.

### Évolution ultérieure
Une déduction additionnelle de 25 % est ajoutée en 1986 pour les salariés qui souscrivent à une émission d'actions de leur employeur faite par le biais d'une SPEQ (régime appelé SPEQ-Employés).
En 1988 une déduction additionnelle de 50 ou 100 % est instaurée pour les investissements dans les SPEQ destinées à financier des activités de recherche et développement.
Le plafond de déduction de 20 % du revenu annuel est relevé à 30 % dans le budget de 1989.
Lors du budget de mars 1998, le gouvernement simplifie le régime des SPEQ en supprimant certains régimes spécifiques (le SPEQ-Employés notamment) pour uniformiser les déductions afférentes à toutes les SPEQ à 150 % de l'investissement réalisé,.
À partir d'août 1998 la mission d'agrément des SPEQ est reprise par Investissement Québec en remplacement de la SDI.
Les SPEQ sont concernées par le moratoire annoncé par le budget de juin 2003 présenté par Yves Séguin après les élections générales de 2003. Le moratoire est maintenu dans le budget suivant et les SPEQ ne font plus l'objet d'avantages fiscaux depuis cette date.

### Textes officiels
- Loi sur les sociétés de placements dans l'entreprise québécoise, LQ 1985, c. 9  (lire en ligne, consulté le 8 mai 2024)
- Loi sur les sociétés de placements dans l'entreprise québécoise, RLRQ, c. S-29.1  (lire en ligne, consulté le 8 mai 2024) (version refondue)